# Las Campos
Las Campos fue un docu-reality basado en la vida de famosa periodista española María Teresa Campos y sus hijas, la presentadora Teresa Lourdes Borrego (conocida profesionalmente como Terelu Campos) y la directora de programas Carmen Borrego. El formato estuvo producido por La Fábrica de la Tele y se emitió ocasionalmente en Telecinco entre el 18 de agosto de 2016 y el 12 de septiembre de 2018.

## Desarrollo
Aunque al principio estaba previsto que Las Campos contara con entrevistas, la llegada de Bertín Osborne a Telecinco con Mi casa es la tuya paraliza la producción del programa, aunque se retoma posteriormente reformulándolo hacia el docu-reality show con un debate posterior presentado por Carlota Corredera. Así, el espacio sigue todos los aspectos de la vida de María Teresa Campos, mítica comunicadora de los medios españoles, y de su hija Terelu, presentadora y habitual colaboradora de televisión. Entre otras cosas, se centra en la relación con su familia, amigos, empleados domésticos, chófer y allegados en general.
La segunda temporada sigue el estilo de la primera. En ella se puede ver a las Campos preparando las Navidades en sus casas, la vuelta a su ciudad de origen, Málaga, en donde poseen varias viviendas, los tratamientos de belleza a los que se someten, su estilo de vida, el 50.º aniversario de Carmen Borrego y cómo afrontan el amor y la intimidad.
De cara a la tercera temporada, el programa da un giro, pasando a transmitir las aventuras de las Campos en diferentes partes del mundo. Así, podemos verlas en lugares como Nueva York, Miami, Buenos Aires o Chile. Sin embargo, también hay dos capítulos dedicados a los retoques estéticos de las hermanas Borrego Campos. Además, se prescinde del debate posterior (excepto en el último programa de la tercera temporada, que es exclusivamente un debate), emitiendo únicamente el capítulo grabado.

## Episodios y audiencias
| Temporada | Temporada | Episodios | Estreno                 | Final                    |                   |                 |
| Temporada | Temporada | Episodios | Estreno                 | Final                    | Audiencia media   | Audiencia media |
| --------- | --------- | --------- | ----------------------- | ------------------------ | ----------------- | --------------- |
|           | 1         | 2         | 18 de agosto de 2016    | 25 de agosto de 2016     | 2 302 000 (18,1%) |                 |
|           | 2         | 5         | 27 de diciembre de 2016 | 25 de marzo de 2017      | 1 960 000 (13,2%) |                 |
|           | 3         | 6         | 27 de diciembre de 2017 | 12 de septiembre de 2018 | 1 656 000 (12,7%) |                 |

### Evolución de audiencias
| Temporada | Temporada | Episodio número | Episodio número | Episodio número | Episodio número | Episodio número | Episodio número |
| Temporada | Temporada | 1               | 2               | 3               | 4               | 5               | 6               |
| --------- | --------- | --------------- | --------------- | --------------- | --------------- | --------------- | --------------- |
|           | 1         | 2.361           | 2.243           | —               | —               | —               | —               |
|           | 2         | 2.795           | 2.571           | 1.755           | 1.292           | 1.391           | —               |
|           | 3         | 1.892           | 1.950           | 1.175           | 1.311           | 1.435           | 2.185           |

#### Episodios
| Programa | Título                                                        | Día de emisión           | Audiencia | Cuota |
| -------- | ------------------------------------------------------------- | ------------------------ | --------- | ----- |
| 1        | Mamá, no me reconozco en el espejo                            | 18 de agosto de 2016     | 2 361 000 | 18,6% |
| 2        | Hija, ten cuidado con los paparazzi                           | 25 de agosto de 2016     | 2 243 000 | 17,5% |
| 3        | Mamá, ya es Navidad                                           | 27 de diciembre de 2016  | 2 795 000 | 15,8% |
| 4        | Mamá, volvemos a Málaga                                       | 13 de enero de 2017      | 2 571 000 | 14,1% |
| 5        | Mamá, qué bien te conservas                                   | 29 de enero de 2017      | 1 755 000 | 12,5% |
| 6        | Mamá, ¡somos unas manirrotas!                                 | 18 de marzo de 2017      | 1 292 000 | 12,6% |
| 7        | Mamá, qué bonito es el amor (cuando llega)                    | 25 de marzo de 2017      | 1 391 000 | 11,2% |
| 8        | Nueva York: Audrey, Marilyn, Carrie y las Campos              | 27 de diciembre de 2017  | 1 892 000 | 11,8% |
| 9        | Miami: Sol, playa y papada                                    | 12 de enero de 2018      | 1 950 000 | 11,0% |
| 10       | Buenos Aires: Choripán, Edmundo y Las Campos al son del tango | 14 de agosto de 2018     | 1 175 000 | 10,8% |
| 11       | Chile: Fuego, serrucho, hijastra y traición                   | 21 de agosto de 2018     | 1 311 000 | 10,5% |
| 12       | Operaciones: pinchazos, michelines, prótesis y dietas         | 28 de agosto de 2018     | 1 435 000 | 11,0% |
| 13       | Cambio radical                                                | 12 de septiembre de 2018 | 2 185 000 | 21,3% |

#### Especiales
| Programa | Título                             | Día de emisión          | Audiencia | Cuota |
| -------- | ---------------------------------- | ----------------------- | --------- | ----- |
| 1        | Snacks                             | 4 de enero de 2017      | 1 363 000 | 6,9%  |
| 2        | Tengo una pregunta para Las Campos | 26 de diciembre de 2017 | 1 403 000 | 8,0%  |
| 3        | ¿Qué ocurrirá en Miami?            | 9 de enero de 2018      | 1 295 000 | 6,3%  |
| 4        | Tic-tac, cambio radical            | 4 de septiembre de 2018 | 1 325 000 | 8,5%  |

### Primera temporada
| N.º | Título                                |
| --- | ------------------------------------- |
| 1 | «Mamá, no me reconozco en el espejo»  |
| Todo gira en torno a la dieta de Terelu, preocupada por su peso. Se repasará la rutina diaria de madre e hija, desde sus desayunos, hasta su día a día. Además, Mª Teresa preparará uno de sus platos favoritos para la comida que tiene organizada con su hija Terelu y Carlota Corredera. Junto a María Silva, la sirvienta, la presentadora nos dará todos los detalles de cómo preparar un auténtico ajoblanco. |                                       |
| 2 | «Hija, ten cuidado con los paparazzi» |
| Echar un vistazo a los artículos expuestos en varios puestos se prolongará más de lo debido cuando diversos curiosos y fanes le piden a Terelu que se haga una foto o un autógrafo. Mª Teresa, por su parte, disfrutará de una comida en un restaurante junto a Edmundo, su pareja sentimental, a quienes se unirá Terelu en los cafés. Además, Mª Teresa recibirá en su casa a un amplio grupo de amigas, en el que figura Mayte Valdelomar, a las que mostrará algunos de los últimos modelos de la línea de calzado que lleva su nombre y con las que jugará a las cartas. |                                       |

| - María Teresa Campos - Terelu Campos - María Silva - Edmundo Arrocet - Mayte Valdelomar - Carlota Corredera (Episodio 1) - Tania Llasera (Episodio 1) - Florentino Fernández (Episodio 1) - Carlos Pombo (Episodio 1) - Carmen Borrego (Episodio 2) - Kike Calleja (Episodio 2) - Chelo García-Cortés (Episodio 2) - Clotilde Vázquez (Episodio 2) - Pepa Molina (Episodio 2) - Ángela Toldos (Episodio 2) - Marga Fernández (Episodio 2) | - La Yoyi (Episodio 1) - Carmen Borrego - Mila Ximénez - Aless Gibaja - Antonio Rossi - Belén Rodríguez (Episodio 1) - Jesús Manuel Ruiz (Episodio 1) - Mario Vaquerizo (Episodio 2) - Mari Ángel Alcázar (Episodio 2) |

### Segunda temporada
| N.º | Título                                       |
| --- | -------------------------------------------- |
| 3 | «Mamá, ya es Navidad»                        |
| Las Campos vuelven por Navidad. La celebración de esta fecha tan señalada junto a familiares y amigos es uno de los acontecimientos más importantes del año para Mª Teresa, matriarca del clan. Este año ha decidido reunir a su círculo más estrecho en una cena navideña que tendrá lugar en su casa y que contará con la presencia de sus hijas, sus nietos, su yerno, Edmundo y, de su amiga Mayte. La intensidad y las emociones a flor de piel marcarán esta velada llena de afectos, algún reproche y reconciliaciones, en la que madre e hijas harán un repaso del año y expresarán sus deseos para 2017. |                                              |
| 4 | «Mamá, volvemos a Málaga»                    |
| Llevan muchos años viviendo en Madrid viendo cómo su creciente popularidad suscita el interés del público. Sin embargo, Mª Teresa y sus hijas mantienen un vínculo muy especial con Málaga, ciudad en la que sienten vivamente el cariño de sus habitantes. Las protagonistas regresan a la ciudad que las vio nacer. Ahí se reencuentran con sus amigas de la infancia, y además recuerdan su antigua casa y al fallecido padre de Terelu y Carmen, entre otras muchas cosas. |                                              |
| 5 | «Mamá, qué bien te conservas»                |
| Las Campos comienzan a ser conscientes del inexorable paso del tiempo. Por ello, Carmen acompañará a su hermana Terelu a un centro de estética donde ambas se aplicarán un tratamiento facial. Mientras, ante la negativa de Mª Teresa por pasar por un quirófano, ella y Edmundo prepararán una comida sana y serán ellos mismos quienes laven los platos y recojan la cocina. Además, Mayte llevará a sus amigas a un supermercado chino donde la ropa es más barata que en las boutiques donde se acostumbran a comprar.                                                                                       |                                              |
| 6 | «Mamá, ¡somos unas manirrotas!»              |
| La matriarca de la familia explica cómo es su estilo de vida y revela el deseo de vender sus propiedades. Además, la familia celebra el 50.º cumpleaños de Carmen Borrego |                                              |
| 7 | «Mamá, qué bonito es el amor (cuando llega)» |
| Así viven el amor las protagonistas de 'Las Campos'. La matriarca del clan imparte una charla sobre el amor en la madurez en la universidad de mayores, mientras que su hija Terelu se preparara para acudir a su primera cita a ciegas. |                                              |

| - María Teresa Campos - Terelu Campos - Carmen Borrego - Edmundo Arrocet - Mayte Valdelomar - Gustavo Guillermo (Episodio 3) - Meli Camacho (Episodio 3) - África Romón (Episodio 3) - Alicia Domínguez (Episodio 3) - Emilia Arias (Episodio 3) - Vanesa Martín (Episodio 3) - Chiquito de la Calzada (Episodio 4) - María Patiño (Episodio 5) - Pelayo Díaz (Episodio 6) - Ivonne Reyes (Episodio 7) - Pilar Eyre (Episodio 7) - Luján Argüelles (Episodio 7) | - Mila Ximénez - Kiko Matamoros - Aless Gibaja (Episodio 3) - Mayte Valdelomar (Episodio 3) - Beatriz Cortázar (Episodio 3) - Pilar Eyre (Episodio 3) - Antonio Rossi (Episodio 3) - Belén Esteban (Episodio 4) - Raúl Prieto (Episodio 4) - Belén Rodríguez (Episodio 4) - Paloma García-Pelayo (Episodio 4) - Tania Llasera (Episodio 5) - Carlos Lozano (Episodio 7) - Ivonne Reyes (Episodio 7) |

### Tercera temporada
| N.º | Título                                                          |
| --- | --------------------------------------------------------------- |
| 8 | «Nueva York: Audrey, Marilyn, Carrie y las Campos»              |
| La familia Campos se traslada a la ciudad estadounidense por excelencia en época navideña, Nueva York, donde María Teresa Campos, Terelu Campos y Carmen Borrego se introducirán en las tradiciones más americanas en esta etapa del año. |                                                                 |
| 9 | «Miami: Sol, playa y papada»                                    |
| Durante el viaje por Miami, descubrimos la nueva inquietud de Carmen y Terelu: la cirugía estética. Además, celebrities como Gianluca Vacchi, Boris Izaguirre o Alexis Valdés mostrarán aspectos singulares de la ciudad a las tres protagonistas. |                                                                 |
| 10 | «Buenos Aires: Choripán, Edmundo y Las Campos al son del tango» |
| Las hermanas Campos, junto a su madre y Edmundo Arrocet, viajarán a Argentina para descubrir los secretos del país andino y los lugares que fueron especiales en la infancia del cómico. |                                                                 |
| 11 | «Chile: Fuego, serrucho, hijastra y traición»                   |
| María Teresa, Terelu y Carmen aterrizan en Chile y están decididas a conocer nuevos datos sobre las raíces de Edmundo. Además, María Gabriela, primogénita de Edmundo, compartirá mesa y mantel con su padre y María Teresa. |                                                                 |
| 12 | «Operaciones: pinchazos, michelines, prótesis y dietas»         |
| Terelu y Carmen se someten a un estricto plan detox y planean algunos retoques estéticos. Las hermanas están decididas a pasar por el quirófano para verse mejor que nunca. En la vorágine del preoperatorio, la matriarca del clan organiza un almuerzo con Alaska y Mario. |                                                                 |
| 13 | «Cambio radical»                                                |
| Alejado de la tónica habitual, ya que en este caso se trata de un debate en lugar de un capítulo, Carmen Borrego se somete tanto a un cambio de su dentadura como a una lipoescultura y liposucción de cuello y barbilla para reducir su papada, y a un arreglo de párpados y cejas para rejuvenecer su mirada. Además, Terelu también se anima a hacerse un cambio de imagen que incluye un corte de pelo y la modificación del color del mismo, aparte del empleo de hilos tensores en la cara como alternativa a la cirugía estética. Así, podemos ver parte del proceso y los primeros resultados de las intervenciones de las dos hermanas. |                                                                 |

| - María Teresa Campos - Terelu Campos - Carmen Borrego - Edmundo Arrocet (Episodio 10 - Episodio 11) - Mayte Valdelomar (Episodio 12) - Boris Izaguirre (Episodio 9) - Alexis Valdés (Episodio 9) - Lucía Galán (Episodio 10) - Joaquín Galán (Episodio 10) - Coti (Episodio 10) - María Gabriela Arrocet (Episodio 11) - Peti Arrocet (Episodio 11) - Mila Ximénez (Episodio 12) - Alaska (Episodio 12) - Mario Vaquerizo (Episodio 12) - Topacio Fresh (Episodio 12) - María Silva (Episodio 12) - Isabel Rábago (Episodio 12) | - Mila Ximénez (Episodio 13) - Belén Esteban (Episodio 13) - Mario Vaquerizo (Episodio 13) - Diego Arrabal (Episodio 13) - Mayte Valdelomar (Episodio 13) - Paloma Zorrilla (Episodio 13) - Doctor Javier de Benito (Episodio 13) - Paloma Ramón (Episodio 13) - Tony Díaz (Episodio 13) |